# 别帖木儿 (平章政事)
别帖木儿（?—?），元朝大臣，元顺帝时中书平章政事。
至正十二年（1352年）元顺帝任命别帖木儿与完者帖木兒、埜仙普化、失列門、八都麻失里为中书省右丞。至正二十五年（1365年）別帖木兒出任中书省平章政事。三月丁卯，元顺帝命老的沙、別帖木兒一同担任為御史大夫。